# اولتام
اولتام (به عربی: أولتام) یک شهرداری در الجزایر است که در استان مسیله واقع شده‌است. اولتام ۱٬۷۶۳ نفر جمعیت دارد.